# 法布拉斯
法布拉斯（法語：Fabras，法語發音：[fabʁas]）是法国阿尔代什省的一个市镇，属于拉让蒂耶尔区。

## 地理
法布拉斯（44°39'0"N, 4°17'23"E）面积7.52 平方千米，位于法国奥弗涅-罗讷-阿尔卑斯大区阿尔代什省，该省份为法国东南部内陆省份，北起顺时针与卢瓦尔省、伊泽尔省、德龙省、沃克吕兹省、加尔省、洛泽尔省和上盧瓦爾省接壤。
与法布拉斯接壤的市镇（或旧市镇、城区）包括：若雅克、拉勒瓦德达尔代什、梅拉斯、蓬德拉博姆、普拉德、圣西尔格德普拉德。
法布拉斯的时区为UTC+01:00、UTC+02:00（夏令时）。

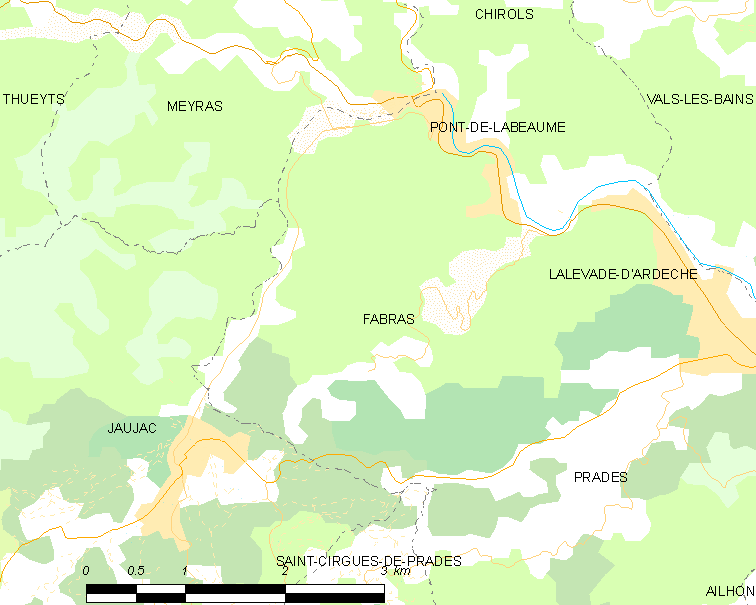
法布拉斯的OSM定位图

## 行政
法布拉斯的邮政编码为07380，INSEE市镇编码为07087。

## 政治
法布拉斯所属的省级选区为上阿尔代什县。

## 人口

1962-2008年间法布拉斯人口变化图示

法布拉斯于2022年1月1日时的人口数量为458人。